# UCI Coupe des Nations U23 2019
L'UCI Coupe des Nations U23 2019 est la 13e édition de l'UCI Coupe des Nations U23. Elle est réservée aux cyclistes de sélection nationales de moins de 23 ans. Elle est organisée par l'Union cycliste internationale et fait partie du calendrier des circuits continentaux. 
Sept épreuves sont au programme, auxquelles il faut ajouter les championnats continentaux.
Par rapport à 2018, le ZLM Tour est annulé, tandis que l'Étoile d'Or et l'Orlen Nations Grand Prix font leur apparition au calendrier,.

## Résultats

### Épreuves
| Date        | Épreuve                                               | Pays      | Vainqueur             | Deuxième                         | Troisième               | Leader (nations) |
| ----------- | ----------------------------------------------------- | --------- | --------------------- | -------------------------------- | ----------------------- | ---------------- |
| 4-9 février | Tour de l'Espoir                                      | Cameroun  | Yakob Debesay         | Natnael Mebrahtom                | Santiago Montenegro     | Érythrée         |
| 15 mars     | Championnat d'Océanie du contre-la-montre espoirs     | Australie | Liam Magennis (AUS)   | Alastair Christie-Johnston (AUS) | Jordan Louis (AUS)      | Érythrée         |
| 24 avril    | Championnat d'Asie du contre-la-montre espoirs        | Thaïlande | Yevgeniy Fedorov      | Sergio Tu                        | Amir Hossein Jamshidian | Érythrée         |
| 26 avril    | Championnat d'Asie sur route espoirs                  | Thaïlande | Mohammad Ganjkhanlou  | Yevgeniy Fedorov                 | Daniil Marukhin         | Érythrée         |
| 31 mars     | Gand-Wevelgem espoirs                                 | Belgique  | Jonas Rutsch          | Andreas Leknessund               | Jens Reynders           | Érythrée         |
| 13 avril    | Tour des Flandres espoirs                             | Belgique  | Andreas Stokbro       | Cédric Beullens                  | Jake Stewart            | Érythrée         |
| 1er mai     | Championnat panaméricains du contre-la-montre espoirs | Mexique   | Diego Ferreyra        | Benjamín Quinteros               | Luis López Nolasco      | Érythrée         |
| 4 mai       | Championnat panaméricains sur route espoirs           | Mexique   | Santiago Montenegro   | Julián Molano                    | Jefferson Cepeda        | Érythrée         |
| 4 mai       | Étoile d'Or                                           | France    | Alexander Konychev    | Marten Kooistra                  | Michele Gazzoli         | Allemagne        |
| 1er-2 juin  | Orlen Nations Grand Prix                              | Pologne   | Nicolas Prodhomme     | Andreas Kron                     | Ilan Van Wilder         | Danemark         |
| 6-9 juin    | Grand Prix Priessnitz spa                             | Tchéquie  | Andreas Leknessund    | Stefan Bissegger                 | Clément Champoussin     | Belgique         |
| 8 août      | Championnat d'Europe du contre-la-montre espoirs      | Pays-Bas  | Johan Price-Pejtersen | Mikkel Bjerg                     | Stefan Bissegger        | Belgique         |
| 10 août     | Championnat d'Europe sur route espoirs                | Pays-Bas  | Alberto Dainese       | Niklas Larsen                    | Rait Ärm                | Danemark         |
| 16-25 août  | Tour de l'Avenir                                      | France    | Tobias Foss           | Giovanni Aleotti                 | Ilan Van Wilder         | Norvège          |

### Classement par nations
Au 25/08/2019
| #  | Pays            | Pts. |
| -- | --------------- | ---- |
| 1  | Norvège         | 90   |
| 2  | Italie          | 88   |
| 3  | Belgique        | 88   |
| 4  | Danemark        | 79   |
| 5  | France          | 77   |
| 6  | Allemagne       | 68   |
| 7  | Suisse          | 64   |
| 8  | Pays-Bas        | 63   |
| 9  | Grande-Bretagne | 53   |
| 10 | Équateur        | 49   |